# Colotois chobauti
Colotois chobauti är en fjärilsart som beskrevs av Testout. Colotois chobauti ingår i släktet Colotois och familjen mätare. Inga underarter finns listade i Catalogue of Life.